# Солнечное (Багратионовский район)
Солнечное — посёлок в Багратионовском районе Калининградской области. Входит в состав Гвардейского сельского поселения.

## История
В 1946 году населённый пункт Праддау был переименован посёлок Солнечное.

## Население
| 2002 | 2010 |
| ---- | ---- |
| 42   | ↘32  |

В 1910 году в посёлке проживало 92 человек.